# Estrelinha (canção)
"Estrelinha" é uma canção da da dupla sertaneja brasileira Di Paullo & Paulino com participação da cantora e compositora Marília Mendonça. Foi lançada como single em fevereiro de 2018 pela gravadora Som Livre como parte do álbum Nós & Elas, lançado no mesmo ano.

## Composição
Escrita por Gabriel Rocha, Leandro Visacre, Lucas Carvalho e Luigi Visacre, "Estrelinha" é uma música sobre saudade relacionada ao luto cujo eu lírico é uma pessoa que morreu. A música foi escrita em 2017 e, segundo os compositores, surgiu após assistirem uma reportagem com uma pessoa especialista afirmando que não era saudável dizer a crianças que uma pessoa se transformou em estrelinha. Em entrevista ao G1, Luigi Visacre disse que: "A gente não concordou e essa ideia ficou na cabeça de um dos compositores. A gente acredita muito que foi uma inspiração extra, porque ela foi escrita muito rápida. Nós quatro estávamos chorando fazendo a música".

## Gravação
"Estrelinha" estava originalmente cotada para ser gravada por Marcos e Belutti e também por Zé Neto & Cristiano, mas a dupla acabou por optar outra composição do quarteto. A música chegou até Di Paullo & Paulino. Os músicos enviaram a canção, junto com outras duas, para Marília Mendonça, que fez a escolha. Segundo a dupla, a cantora escolheu "Estrelinha" por lembrar de seu pai, que era fã da dupla e morreu quando Mendonça era criança.
O show que rendeu a gravação da música foi gravado em 2017, em Goiânia.

## Lançamento e recepção
"Estrelinha" foi liberada como single e videoclipe no canal de Di Paullo & Paulino em 16 de fevereiro de 2018, com direção de Rafael Terra. A música e o vídeo foram um sucesso comercial. Em dezembro de 2023, o vídeo somava 420 milhões de visualizações no YouTube.
Com a morte de Marília em novembro de 2021, a música ganhou uma conotação diferente, sobretudo pela temática.